# 28620 Anicia
28620 Anicia è un asteroide della fascia principale. Scoperto nel 2000, presenta un'orbita caratterizzata da un semiasse maggiore pari a 2,275944 UA e da un'eccentricità di 0,110767, inclinata di 4,626553° rispetto all'eclittica. Ha un diametro di 8,089 km. Ha un periodo di rotazione di 172,326 ore.